# Fluctus
En astrogeologia, fluctus (plural fluctūs; abr. FL) és una paraula llatina que significa «onada» que la Unió Astronòmica Internacional (UAI) utilitza per indicar un tret superficial planetari consistent en una formació rocosa o extensió de terreny amb aspecte ondulat o un terreny d'inundació. Per a l'assignació de noms a nous fluctūs, la Unió Astronòmica Internacional segueix els criteris següents:
- A Venus: noms de deesses i divinitats femenines diverses (per exemple, Sicasica Fluctus, a partir d'una deessa aimara).
- A Ió: noms derivats d'altres trets topogràfics propers o bé noms de déus, deesses o herois associats al foc, al sol, al tro o als volcans, així com ferrers mitològics (per exemple, Marduk Fluctus, a partir del déu sumeri del foc Marduk).